# Сент-Мэрис (Тасмания)
Сент-Мэрис (англ. St Marys) — небольшой город (township) на северо-востоке Тасмании (Австралия). Согласно переписи 2016 года, население города Сент-Мэрис составляло 465 человек.

## География
Сент-Мэрис расположен в гористой местности на северо-востоке острова Тасмания, на автомобильной дороге  Эск-Хайвей (Esk Highway), у восточной оконечности долины Фингал (Fingal Valley), примерно в 10 км от восточного побережья Тасмании. Сент-Мэрис находится у подножия скалистой горы Сент-Пэтрикс-Хэд (St Patricks Head, высота 683 м).
Немного южнее города Сент-Мэрис находится Национальный парк Дуглас-Эпсли (Douglas-Apsley National Park).

## История
Первой европейской экспедицией, исследовавшей северную часть восточного побережья Земли Ван-Димена (так тогда называлась Тасмания), была экспедиция Тобиаса Фюрно в 1773 году. В частности, гора Сент-Пэтрикс-Хэд (у подножия которой находится Сент-Мэрис), скалистый профиль которой был виден с корабля, получила своё название 17 марта 1773 года, в «День Святого Патрика».
Первое поселение и колония для преступников возникли на месте Сент-Мэрис, по разным данным, в 1820-х или 1840-х годах. Сент-Мэрис получил городской статус (town) в 1864 году. Заключёнными были проложены две дороги, связывающие Сент-Мэрис с восточным побережьем — одна через перевал Сент-Мэрис (St Mary’s Pass), а другая через перевал Элефент (Elephant Pass), которые существуют и поныне.
Здание гостиницы «Сент-Мэрис» (St Mary's Hotel), построенное в 1916 году, является одной из достопримечательностей города Сент-Мэрис.

## Население
Согласно переписи населения 2016 года, население Сент-Мэриса составляло 465 человек, 51,7 % мужчин и 48,3 % женщин. Средний возраст жителей Сент-Мэриса составлял 52 года.
| 1996 | 2001 | 2006 | 2011 | 2016 |
| ---- | ---- | ---- | ---- | ---- |
| 588  | 533  | 522  | 511  | 465  |

## Транспорт
Сент-Мэрис расположен на автомобильной дороге  Эск-Хайвей (Esk Highway), которая идёт с запада на восток, к восточному берегу Тасмании, вдоль которого проходит автомобильная дорога  Тасман-Хайвей (Tasman Highway). Расстояние от Сент-Мэрис до Хобарта — 221 км, а до Лонсестона — 138 км.
В 1866 году к Сент-Мэрис была построена железная дорога, которая через некоторое время была заброшена. Правда, до сих пор существует здание станции в Сент-Мэрисе.